# 基内伍尔夫
辛涅伍爾夫（英語：Cynewulf of Wessex）是位威塞克斯國王， 757-786年间在位，在位約29年。辛涅伍尔夫在位期間，威塞克斯和威爾士之間經常爆發戰爭。辛涅伍尔夫最終被人殺死，墓地位於温彻斯特。